# Null Island
Null Island es una isla ficticia del Golfo de Guinea añadida a la colección de mapas de dominio público Natural Earth, ampliamente utilizada en cartografía, y localizada en el punto donde el ecuador terrestre es atravesado por el meridiano cero, en las coordenadas 0°N 0°E / 0, 0. Natural Earth describe esta entidad cartográfica como «una isla de 1 metro cuadrado (sic)» con «un rango de escala 1:100.000», indicando que nunca debería ser mostrado en la cartografía final. Null Island fue desarrollado como una idea en el año 2011. Desde entonces, numerosos sitios web se han documentado sobre esta masa de tierra ficticia, creando una bandera, geografía e historia imaginaria.
Aunque pueda parecer que la intención es humorística, en realidad posee un propósito serio, al ser utilizado por los sistemas de cartografía para capturar los errores durante la etapa de diseño de los mapas. Esta posición, localizada en una latitud y longitud de cero grados, es el lugar predeterminado donde los sistemas de geocodificación (Google Maps, Bing Maps, OpenStreetMap, etc.) posicionan los miles de búsquedas erróneas que hacen los usuarios en estos servicios de mapas. Su intencionalidad no debe confundirse con la de revelar violaciones potenciales de los derechos de autor, como ocurre con las calles trampa.
Como una tradición renovada de la era digital, dentro del ámbito cartográfico moderno la isla fantasma de Null Island ha llegado a alcanzar cierta relevancia al evocar el antiguo mito de las islas perdidas del imaginario insular, recogido en la literatura clásica y en la tradición latina medieval y plasmado en numerosos mapas de la época.
En realidad en dicha posición se encuentra amarrada una boya meteorológica que forma parte de la red PIRATA (Prediction and Research Moored Array in the Atlantic) capaz de medir las condiciones meteorológicas de superficie y la temperatura del mar.